# Bulloo Shire
Koordinaten: 27° 40′ S, 142° 24′ O

Das Shire of Bulloo ist ein lokales Verwaltungsgebiet (LGA) im australischen Bundesstaat Queensland. Das Gebiet ist 73.723,8 km² groß und hat etwa 350 Einwohner.

## Geografie
Das Shire liegt im Südwesten des Staats an der Grenze zu South Australia und New South Wales etwa 900 km westlich der Hauptstadt Brisbane und etwa 910 km nordöstlich von Adelaide.
Verwaltungssitz der LGA ist Thargomindah mit 270 Einwohnern. Weitere Ortschaften sind Hungerford und Noccundra.

## Geschichte
In den 60er Jahren des 19. Jahrhunderts begann die Viehzucht in der Region und aus ersten Siedlungen wurde 1874 die Ortschaft Thargomindah. 1880 wurde der Verwaltungsbezirk Bulloo, benannt nach dem Bulloo River, eingerichtet.

## Verwaltung
Der Bulloo Shire Council hat fünf Mitglieder. Der Mayor (Bürgermeister) und vier weitere Councillor werden von allen Bewohnern des Shires gewählt. Die LGA ist nicht in Wahlbezirke unterteilt.